# Гем b
Гем b (также известный как протогем IX) — наиболее часто встречающийся гем, как в гемоглобине, так и в миоглобине. Такое семейство ферментов как пероксидазы тоже содержат в себе гем Б. Циклооксигеназа-1 и циклооксигеназа-2 из малоизвестного семейства семейства циклооксигеназ содержат в себе гем Б как один из своих активных сайтов.
Обычно гем Б крепится к окружающему его белковому матриксу (апоэнзим) посредством координационной связи между железом гема и аминокислотой боковой цепи.
Гемоглобин и миоглобин связываются с гемом через гистидин, а синтаза оксида азота и Цитохром P450 через цистеин.
Поскольку железо в белках, содержащих гем Б, связано с четырьмя атомами азота порфирина (образуя плоскость) и одним электронодонорным атомом белка, железо часто находится в пентакоординированном состоянии. При связывании кислорода или токсичного монооксида углерода железо становится гексакоординированным. Правильные структуры гема Б и гема S были впервые выяснены немецким химиком Хансом Фишером.